# Saint Louis Symphony Orchestra

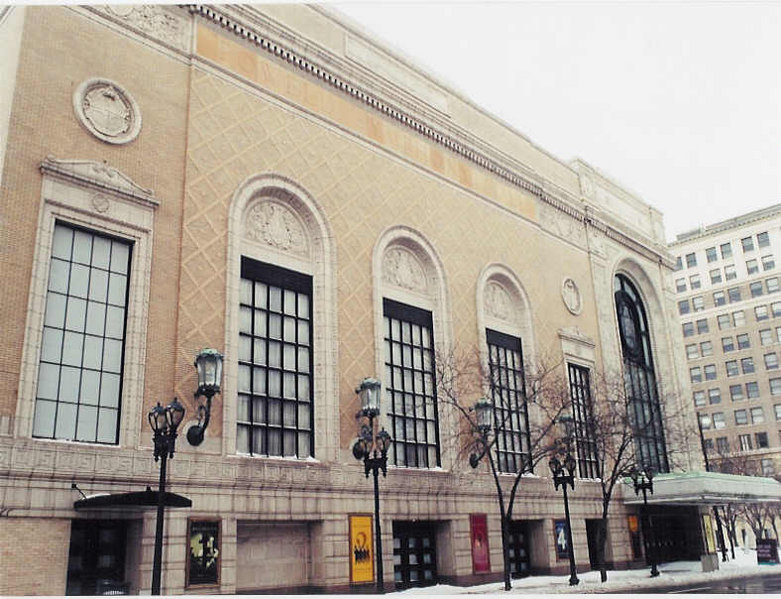
Powell Symphony Hall, St. Louis, Missouri

Das Saint Louis Symphony Orchestra ist ein in St. Louis, Missouri, USA beheimatetes Symphonieorchester. Es ist das zweitälteste Symphonieorchester der USA (gegründet 1880) und gehört mit zu den bekanntesten Orchestern der USA.
Die Konzerte finden im historischen Gebäude Powell Hall im Zentrum von Saint Louis statt.
Nach der Saison 2018/19 in designierter Funktion ist Stéphane Denève seit 2019 amtierender Musikdirektor des Orchesters.

## Musikdirektoren
| - Joseph Otten (1880–1894) - Alfred Ernst (1894–1907) - Max Zach (1907–1921) - Rudolph Ganz (1921–1927) - Vladimir Golschmann (1931–1958) - Eduard van Remoortel (1958–1962) - Eleazar de Carvalho (1963–1968) | - Walter Susskind (1968–1975) - Jerzy Semkow (1975–1979) - Leonard Slatkin (1979–1996) - Hans Vonk (1996–2002) - David Robertson (2005–2018) - Stéphane Denève (seit 2019) |